# Dissociatieve stoornis
Een dissociatieve stoornis is een psychische aandoening waarbij dissociatie het belangrijkste kenmerk is. Dissociatie is een verschijnsel dat vrijwel iedereen wel kent (bijvoorbeeld dagdromen of verstrooidheid), maar als de verschijnselen zo erg worden dat een mens niet meer normaal kan functioneren, is er sprake van een stoornis. Dissociatie kan ook deel uitmaken van andere psychische ziektebeelden (bijvoorbeeld PTSS of borderline).
Dissociatie wordt veroorzaakt door angst. Normaal gesproken volgt op angst een vecht- of een vluchtreactie. Indien men niet kan vechten of vluchten, en men gedwongen is in een angstige situatie te blijven, kunnen de hersenen besluiten zich te onttrekken aan de wereld. Hebben de hersenen de dissociatie eenmaal ontdekt, dan kunnen ze dit ongevraagd gaan herhalen. Zo kan men gaan dissociëren op momenten dat men akelige herinneringen zich bijna herinnert. De hersenen schakelen zich als het ware uit. De persoon staart wat voor zich uit, is 'van de wereld'. Mensen hebben 'gaten in hun dag' ze kijken ze op de klok, voor hun gevoel vijf minuten later is het opeens drie uur later. Ze hebben geen herinneringen aan de afgelopen drie uur, en waren helemaal 'weg'.
Het kan leiden tot grote concentratiestoornissen. De persoon presteert soms onder zijn niveau tijdens studie en werk.
Omdat antipsychotica ook angstremmend werken, wordt dissociatie soms met dezelfde antipsychotische medicijnen behandeld, maar dan in veel lagere doseringen. Ook kan therapie helpen om de oorzaak van de angst te analyseren.
De term dissociatie werd voor het eerst gebruikt door de Franse psychiater Pierre Janet (1859-1947) in zijn boek L'Automatisme psychologique. Hij beschreef dissociatie als een in eerste instantie effectief verdedigingsmechanisme tegen een psychisch trauma. Aanhoudende dissociatieverschijnselen beschouwde hij als psychopathologisch.